# Cyrtandra elmeri
Cyrtandra elmeri là một loài thực vật có hoa trong họ Tai voi. Loài này được Merr. mô tả khoa học đầu tiên năm 1929.